# Geunyeoreul moreumyeon gancheop
Geunyeoreul moreumyeon gancheop (그녀를 모르면 간첩?, 그女를 모르면 間諜?, Kunyŏ rŭl morŭmyŏn kanch‘ŏpMR; lett. "Quelli che non la conoscono sono spie"), noto anche con il titolo internazionale in lingua inglese Spy Girl, è un film del 2004 diretto da Park Han-jun.

## Trama
Un gruppo di studenti ha aperto un sito in onore delle ragazze che lavorano al fast food della propria cittadina; tra queste, Ko-bong si innamora di Hyo-jin, una ragazza appena arrivata dal passato misterioso, salvo scoprire che in realtà la giovane è una spia nord-coreana.

## Distribuzione
In Corea del Sud, la pellicola è stata distribuita dalla Showbox a partire dal 30 gennaio 2004.